# Dvouzubec černoplodý
Dvouzubec černoplodý (Bidens frondosa) je nepůvodní druh plevelné rostliny, která je běžně známa svými ozubenými nažkami zachycující se za oblečení při podzimní procházce neobhospodařovanou krajinou.

## Výskyt
Rostlina je původem ze Severní Ameriky, hlavně ze Spojených států Severoamerických a Kanady. Zavlečena byla postupně do Evropy, východní Asie i na Nový Zéland. Je to invazivní druh, počítá se mezi neofyty. V Evropě byla prvně zjištěna v roce 1777 v Polsku a v roku 1894 na území dnešní České republiky. Roste zpravidla do nadmořské výšky 1600 m.
Přednostně vyrůstá v sladkovodních pobřežních biotopech, na obnažených březích řek, jezer, rybníků, umělých vodních nádrží a v podmáčených sníženinách. Druhotně roste v ruderálních společenstvech na vlhkých místech, v příkopech i jako plevel na zavlažovaných polích. Podmínkou zdárného vyklíčení je dostatek vlhkosti v době klíčení a vytváření kořenového systému. Nejvyššího vzrůstu dosahuje v půdách bohatých na dusík. V České republice se vyskytuje hojně, obzvláště v teplých nivách větších řek. Místy vytlačuje i původní druh dvouzubec trojdílný vůči kterému má konkurenční výhodu, klíči o týden dřív a rychleji vyrůstá.

## Popis
Jednoletá rostlina s přímou nebo vystoupavou lodyhou vyrůstající z mělkých, rozvětvených vláknitých kořenů. Dosahuje výšky 120 až 180 cm a v horní části se bohatě rozvětvuje, je lysá, pouze na uzlinách je mírně chlupatá. Je nevýrazně čtyřhranná, hojně olistěná, často mívá fialový nádech. Listy s řapíky dlouhými 1 až 5 cm bývají trojčetné nebo pérovitě složené ze 2 až 5 podlouhle kopinatých lístků. Bývají obvykle dlouhé od 3 do 8 cm a široké od 2 do 6 cm a mají řapíčky okolo 5 mm, koncový lístek bývá vždy větší. Čepele listů jsou tmavozelené až nafialovělé barvy, vejčitého tvaru, na bázi klínovité a na konci zašpičatělé, okraj mívají zubatý až ostře pilovitý, zespodu mohou být lysé nebo chlupaté.
Vzpřímené květní úbory, měřící v průměru 1 až 2 cm, vyrůstají na stopkách dlouhých 1 až 4 cm jednotlivě, po dvou nebo po třech, jindy bývají seřazeny do volného chocholíku. V květním lůžku vyrůstá okolo 20 až 60 terčovitých trubkovitých květů se žlutou pětičetnou korunu. V květu je na bělavých nitkách pět tyčinek s prašníky okolo čnělky s dvojitou bliznou.Vnějších jazykových okrajových květů s oranžově žlutými plátky velkými 2,5 až 3 cm bývá 3 až 5, velmi často však zcela chybí. Rozkvétají v červenci až září. Mělký polokulovitý zákrov je dvouřadý, jeho 5 až 7 vztyčených vnitřních listenů je podlouhle vejčitých, načernalých, blanitě olemovaných, bývají dlouhé 0,5 cm a široké 0,3 cm. Vnějších zelených listenů je 5 až 8, u báze jsou vlnité a mají nejčastěji podlouhle kopinatý až obkopinatý či lopatkovitý tvar a délku od 1 do 5 cm, jsou znatelně delší než květy.
Plody jsou šedé až černohnědé, zploštělé, štíhle, vejčitě klínovité nažky dlouhé 6 až 8 mm. Mají čtyřhranný tvar a naspodu jsou ostře seříznuté, po stranách mají výstupky a řídké chloupky, dole dva ostré zuby dlouhé 2,5 až 4,5 mm. Chromozómové číslo: 2n = 48.

## Využití
Ve volné přírodě jsou rostliny z blízkosti vodních toků potravou pro ondatry a semena plovoucí po vodě požírají kachny. Na suché půdě se semeny krmí drobní hlodavci, bažanti a další ptáci, mladými rostlinami pak zajíci. Většinou je tento druh z náhledu pěstitelů klasifikován jako nepříliš obtížný plevel, který lze na obdělávaných plochách vymýtit. Z pohledu vlivu dvouzubce černoplodého na jiné plevelné volně rostoucí rostliny je hodnocen jako nepříliš nebezpečný a jeho velkoplošné omezování se nepředpokládá.

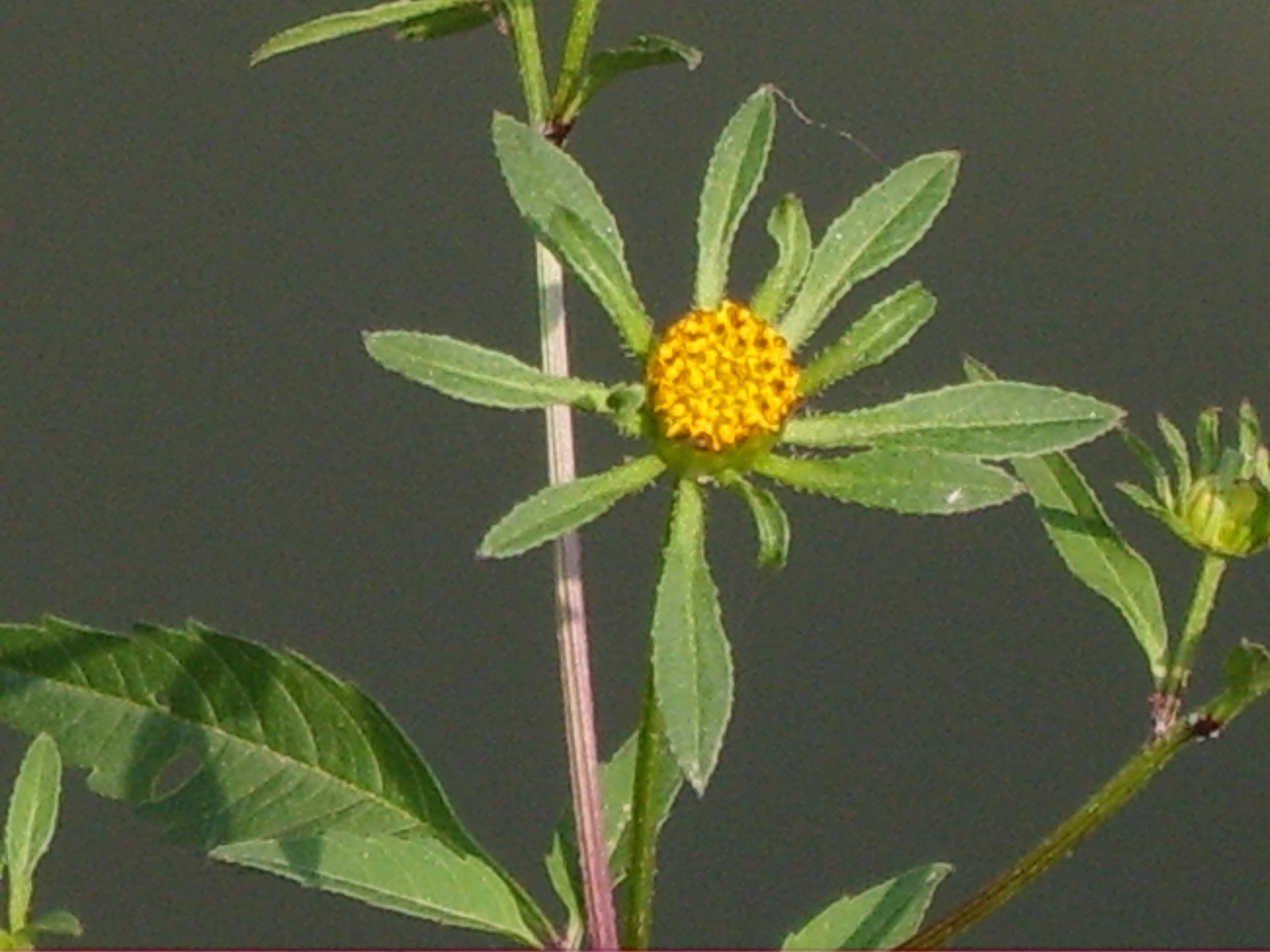
Úbor s listeny
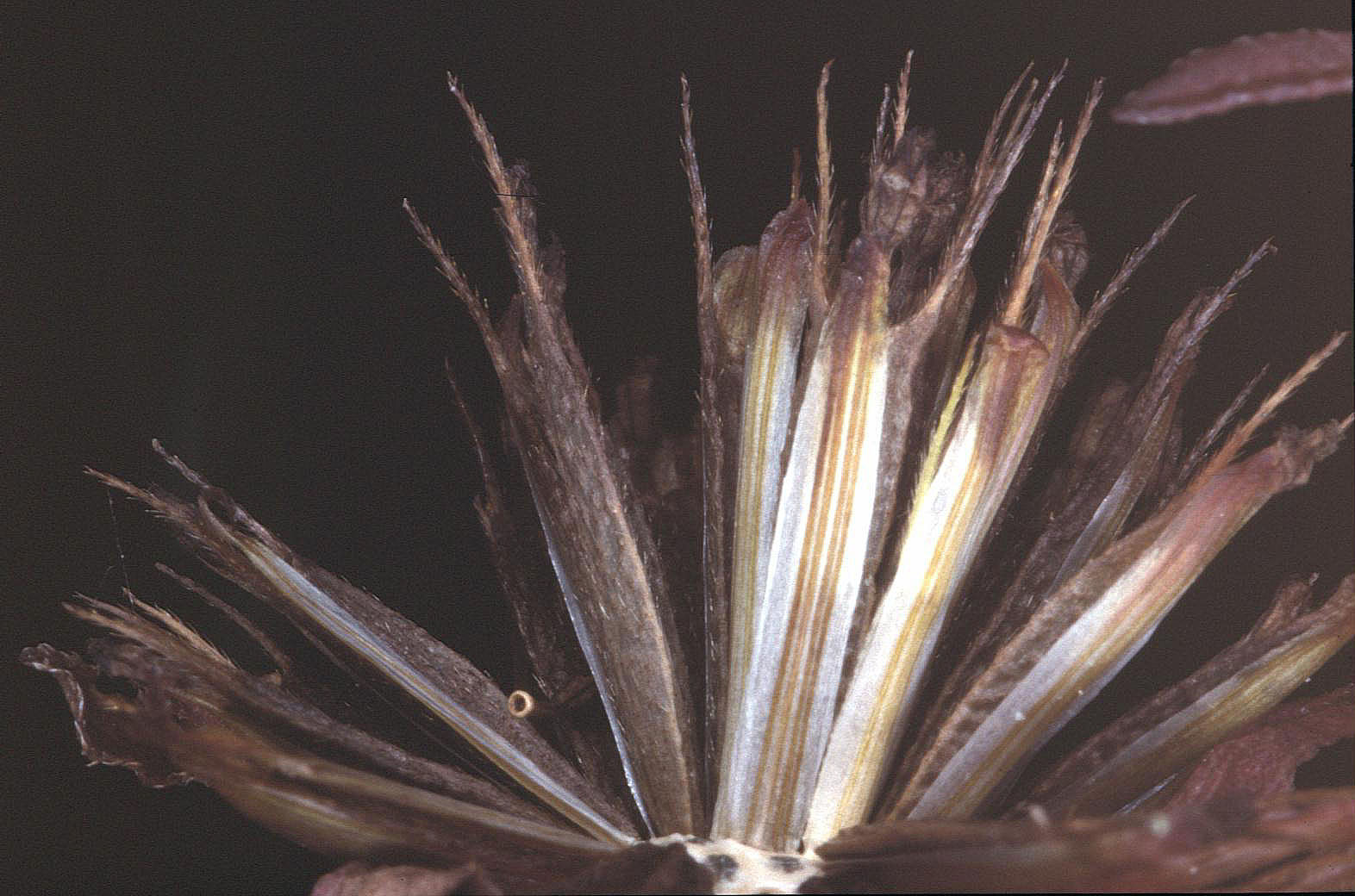
Plodenství se zralými zubatými nažkami